# Alchemilla aphanes
Alchemilla aphanes é uma espécie de rosácea do gênero Alchemilla, pertencente à família Rosaceae.